# Convento de San Esteban (Salamanca)
El convento de San Esteban es un convento dominico situado en la ciudad de Salamanca, en la plaza del Concilio de Trento.

## Historia
El convento de San Esteban tiene su precedente en la iglesia de San Juan el Blanco, que se encontraba a extramuros de la ciudad y en la orilla del Tormes, donde se habría asentado la comunidad dominica de Salamanca que llegó en el siglo XIII. Según los registros, esta iglesia habría quedado inutilizada tras una crecida del río en torno a 1256.
La comunidad dominica se trasladó entonces a la ubicación actual del convento, a una iglesia donada por lo canónigos de la catedral ante la inundación de San Juan el Blanco. Desde este momento, la orden comenzó un proyecto de expansión del edificio donado para aclimatarlo a las necesidades de la comunidad.
Desde finales del siglo XIII y todo el siglo XIV la orden experimentó un aumento de las donaciones hechas por los fieles, fruto de la popularidad de las órdenes mendicantes y otros factores, como la concesión de la bula del papa Inocencio IV, que permitía el enterramiento en la catedral, lo que acrecentó las donaciones de las familias nobiliarias. Así, las familias Limógenes y Godínez financiaron las principales capillas de la iglesia del convento, incluyendo la capilla de Santo Domingo, la de San Pedro Mártir, la de los Godínez y la capilla mayor. Estas familias se convertirían así en las principales promotoras de la ampliación del convento en plena crisis del s. XIV, pues su financiación permitió continuar con unas obras que habían quedado paralizadas.
El convento tuvo también otros promotores, entre los que se cuentan obispos, reyes y cardenales, lo que hizo de este convento uno de los más suntuosos de la península ibérica, pudiendo acoger además a un número bastante elevado de frailes (a partir de algunas fuentes se estima que sobre 1493 habría en torno a 55 frailes). Entre estos benefactores estuvieron Fray Diego de Deza, don Alonso de Azevedo y Fonseca, o don Alonso Cárdenas, que financiaron diversas ampliaciones. Destaca sobre todos ellos el cardenal Juan Álvarez de Toledo, cuyas aportaciones al convento fueron tan importantes que fue enterrado en la capilla mayor.
Las reformas del convento se extendieron hasta el siglo XVII, siendo Juan de Álava y fray Martín de Santiago los principales arquitectos involucrados, aunque hubo muchos más en los dos siglos que se extendieron las diferentes obras. El primero habría destacado en la construcción de la fachada, mientras que el segundo contribuyó especialmente en áreas vinculadas con el claustro.
La reforma más importante fue la que se inició en 1524, cuando se construyó la iglesia mayor, financiada por el cardenal fray Juan Álvarez de Toledo. Así, la nueva iglesia se levantó sobre los cimientos de la que anteriormente ocupaba su lugar, derribada con el objetivo de hacer un nuevo templo más suntuoso que hiciera honor a la orden dominica salmantina. La iglesia sería terminada y consagrada en 1610, concluyendo el proceso de expansión del convento.
Dada la extensión cronológica de sus fases constructivas, el convento combina diversos estilos artísticos que van desde el gótico final hasta el barroco, aunque es considerado un excelente ejemplo del estilo plateresco.
El convento fue hogar para importantes dominicos como Francisco de Vitoria. Muchos de ellos profesores de la universidad, esto dio un gran prestigio al convento en cuanto a su papel en la enseñanza y la defensa de aspectos teológicos, algo que se muestra en las numerosas concesiones papales que aumentaban las cátedras de la casa de estudio.

## Arte y arquitectura

### Fachada
La fachada está compuesta por la portada de la iglesia y el pórtico de acceso, siendo considerada una de las grandes obras maestras del estilo plateresco. Fue diseñada por Rodrigo Gil de Hondañón y se concibió como un gigantesco retablo decorado con una ingente cantidad de simbología.
La fachada forma un arco del triunfo bajo cuya bóveda de medio cañón se despliega su decoración. Se organiza en tres cuerpos verticales y tres niveles horizontales. En el eje central, se encuentran representados un Calvario y el Martirio de San Esteban, quien es el patrón de este convento, y cuyos relieves realizó Juan Antonio Ceroni. Se encuentra rodeado de una compleja iconografía entre la que se incluyen motivos vegetales, alegorías y diferentes escudos heráldicos. Las decoraciones escogidas son vistas como símbolo de la contrarreforma, el poder de la orden dominica y la vinculación de la misma con la monarquía española. Su simbolismo integra varios puntos: referencias bíblicas, doctrinales (por ejemplo en las figuras de los santos y doctores alrededor de la composición principal) y el papel de la orden dominica como defensores de la fe. Del mismo modo, los elementos heráldicos como el escudo de los Reyes Católicos refuerzan la relación entre la orden dominica y el poder real.
El pórtico, realizado por Juan Ribero de Rada entre 1590 y 1592, está compuesto por arcos de medio punto que se inspiran en las logias renacentistas italianas y contrastan su ornamentación con la exuberancia decorativa de la fachada. Por otro lado, los medallones de sus enjutas son obra del escultor Martín Rodríguez.
Su contexto histórico la concibe como una declaración visual de los ideales dominicos, en un momento de tensión religiosa en Europa. La complejidad también refleja el esplendor de la época dorada de Salamanca, una ciudad en la que el Renacimiento se consolidó. 

### Iglesia
Historia

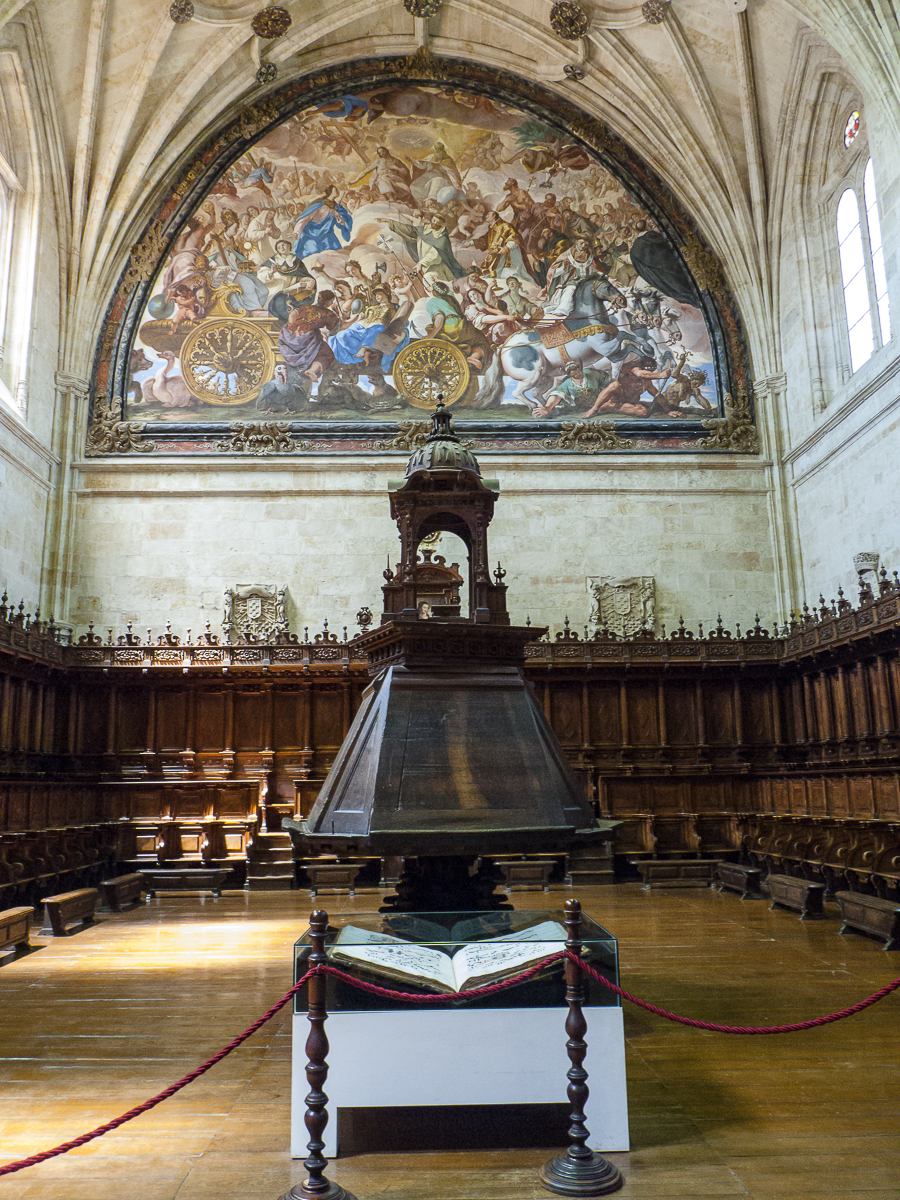
Coro con la pintura del Triunfo de la Iglesia de Antonio Palomino

La construcción de la iglesia del Convento de San Esteban de Salamanca comenzaría en 1524 bajo el mando del arquitecto Juan de Álava, posteriormente, fue continuada por Fray Martín de Santiago y finalizada por Rodrigo Gil de Hontañón, consagrándose en 1610.
Se puede vincular esta obra a la familia Álvarez de Toledo, especialmente al cardenal Juan Álvarez de Toledo, quien asumiría el compromiso inicial de financiar dicha obra, pero tras su muerte, surgieron conflictos con sus herederos por la continuidad de las obras y los costes, lo que acabó derivando en varios pleitos entre 1558 y 1566. Estos incluyeron demandas por la falta de finalización de elementos como la torre, las rejas y los retablos de las capillas laterales.
En esta etapa, Rodrigo Gil de Hontañón realizó ciertas modificaciones técnicas para reforzar la estabilidad de las bóvedas, evitando así que los tirantes de madera del tejado afectarán la estructura de las mismas.
Arquitectura
La iglesia cuenta con una planta de cruz latina con una sola nave que alcanza los 14,5 metros de ancho y 27 metros de altura, dimensiones que realzan su monumentalidad. Los brazos del crucero y el ábside se destacan por su tratamiento más clásico, mientras que la nave presenta bóvedas de crucería características claras del gótico tardío. En el crucero, el cimborrio de Rodrigo Gil de Hontañón eleva la estructura hasta los 44 metros, mostrando una fusión de tradiciones arquitectónicas al combinar arbotantes ocultos con una decoración interior renacentista sobria, pero majestuosa.
Nave y Cubiertas
La nave principal está cubierta con una bóveda de crucería compleja, que presenta claves decoradas con motivos heráldicos y religiosos, esta bóveda refleja la transición del gótico tardío hacia un lenguaje más renacentista, racionalizado, con el uso de arcos apuntados que conviven con proporciones clásicas.
Entre los contrafuertes de la nave encontramos capillas laterales que se integran perfectamente en el espacio, creando nichos más íntimos para la oración privada. Estas capillas, albergadas entre las pilastras que sostienen la bóveda, muestran cómo se optimizó el espacio interno sin comprometer la monumentalidad del diseño.
Presbiterio y Cimborrio
El presbiterio, elevado sobre el resto de la iglesia, está cubierto por una bóveda renacentista decorada con casetones. Este espacio está diseñado como el centro visual y litúrgico del templo, destacando por su amplitud y la luz natural que penetra desde las ventanas del ábside, logrando una atmósfera de recogimiento y solemnidad, el cimborrio del crucero es un elemento icónico de la arquitectura de San Esteban. Anteriormente a que Gil de Hontañón se hiciera cargo de las obras el convento carecía de cimborrio detalle que permitía ver la cabecera una vez terminada apreciando la armadura del tejado sobre esta, la obra de gil combina proporciones góticas con decoración renacentista, como pilastras clásicas y ventanas que permiten una iluminación cenital que resalta el espacio central de la iglesia.
Coro Alto
El coro elevado, situado a los pies de la nave, se apoya en un gran arco escarzano, diseñado para liberar el espacio inferior y permitir una vista despejada hacia el altar. El espacio del coro se destaca por su amplitud y su funcionalidad, incluyendo una sillería de madera tallada  y un órgano que domina la zona superior. Desde aquí, los frailes participaban en los oficios divinos separados del resto de los fieles.
Iconografía y Decoración
En el coro destaca por un lado la pintura del Triunfo de la Iglesia, de Antonio Palomino, obra que representa una alegoría teológica en la que la institución eclesiástica, simbolizada por la figura femenina central, se eleva victoriosa sobre la herejía y el pecado. Las representaciones de santos dominicos en los márgenes refuerzan la vinculación de la obra con la Orden de Predicadores y su misión evangelizadora. Además, los elementos celestiales y los colores típicos de Palomino subrayan el carácter trascendente del tema tratado.
Por otro lado, tenemos la Virgen con el Niño, con un estilo y técnica prácticamente iguales al del pintor flamenco Rubens, a quien se le ha atribuido esta obra, aunque podría ser de un imitador. La obra combina la ternura maternal de la Virgen María con la solemnidad que caracteriza las representaciones religiosas de Rubens. La composición destaca por el uso de luz y color, que enfatizan la conexión divina entre la Virgen y el Niño Jesús, simbolizando tanto la humanidad como la divinidad de Cristo.

### Retablo mayor

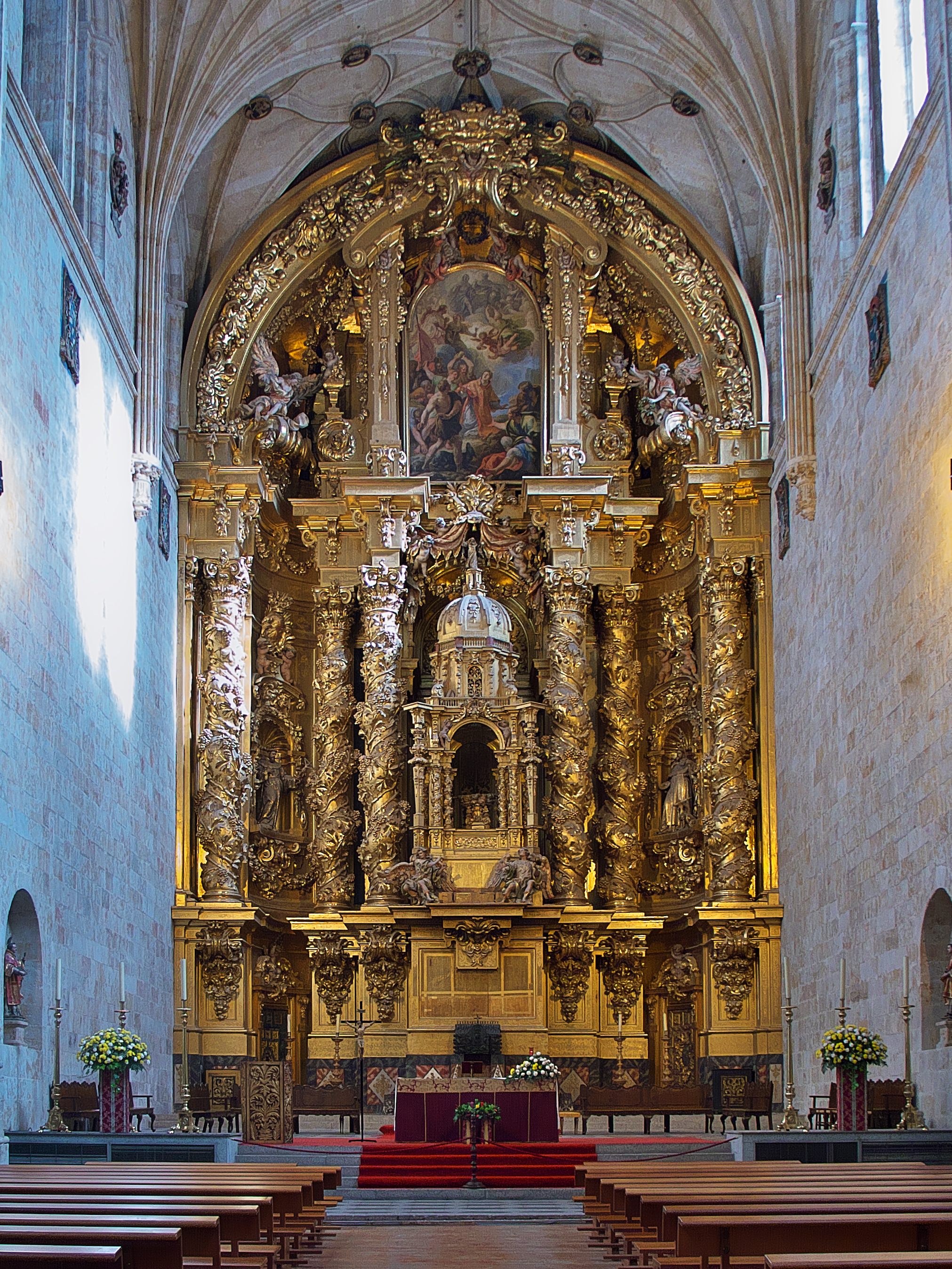
Retablo mayor de la iglesia del convento, diseñado en 1692 por José Benito de Churriguera

Obra de José Benito de Churriguera, que remata la cabecera de la iglesia. Seis grandes columnas salomónicas, recubiertas de decoración vegetal, recorren el primer cuerpo, en cuyo centro se halla el tabernáculo central concebido como un templete, flanqueado por un par de columnas a cada lado; entre estas y las de los dos de los extremos se encuentran dos hornacinas que dan cobijo a las esculturas de Santo Domingo de Guzmán y San Francisco de Asís, atribuidas al autor del retablo.
El retablo mayor de San Esteban, con sus imponentes dimensiones de aproximadamente 16 metros de ancho por 24 de alto, se considera uno de los más monumentales del barroco español. La estructura se realizó en madera de pino, un material ampliamente empleado en los retablos de la época debido a su maleabilidad y disponibilidad. Este material fue traído principalmente desde los pinares de Balsaín (Segovia) y Soria, a los que se sumaron cien troncos donados por la Casa ducal de Alba desde sus propiedades en Piedrahíta.
El segundo cuerpo tiene como centro y remate una pintura de Claudio Coello cuyo tema es el martirio de San Esteban. Este nivel del retablo integra además un marco arquitectónico que combina columnas y ornamentos que realzan el dinamismo del conjunto, característico de la estética barroca. Este diseño crea un notable efecto visual de profundidad y movimiento.
El proceso de dorado y estofado del retablo, efectuado varias décadas después de su ensamblaje, realzó su esplendor. Este trabajo, que implicó un elevado coste superior incluso al de su construcción inicial, fue llevado a cabo por un equipo especializado. Este detalle subraya el esfuerzo por dotar al conjunto de una riqueza ornamental acorde con los valores religiosos de la Orden Dominica y el contexto artístico de la época.
Todo está dorado y recubierto de profusa decoración, destacándose como uno de los más significativos ejemplos del estilo churrigueresco, desarrollado por la familia Churriguera y caracterizado por su ornamentación exuberante y detallada. Esta familia, activa en Salamanca, consolidó un estilo que influyó notablemente en el panorama artístico del barroco español.
Además de las esculturas de Santo Domingo de Guzmán en el lado de la epístola y San Francisco de Asís en el del evangelio, el retablo incluye un amplio programa iconográfico. Relieves y ornamentos distribuidos estratégicamente enriquecen el conjunto, en la parte central reina un enorme expositor del Santo Sacramento con forma de tabernáculo a modo de templete con dos cuerpos remarcado con un tambor y encima de este una cúpula con su respectiva linterna y a su vez sobre esta Santo Tomás de Aquino.

### Sacristía

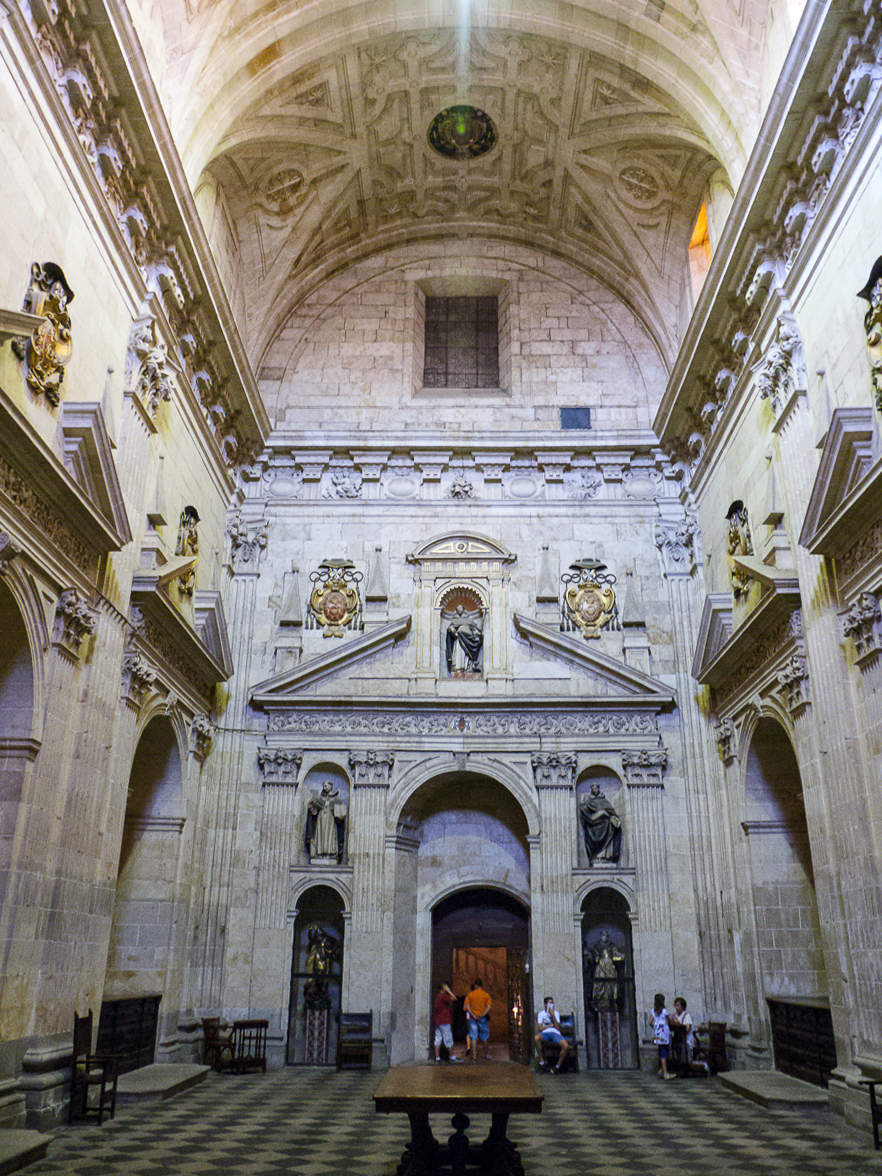
Sacristía

Construida en el siglo XVII bajo el mecenazgo de fray Pedro de Herrera Suárez, obispo de Tuy, por los arquitectos Alonso Sardiña y Juan Moreno. De gusto clásico, los muros están cubiertos por pilastras de orden corintio con frontones curvos y triangulares partidos rematados con pirámides. El friso está decorado con ménsulas y distintas alegorías.
El fundador construyó la sacristía para hacerla también lugar de su enterramiento. Así en una hornacina elevada en el lado izquierdo se encuentra su efigie orante en piedra policromada, obra de Antonio de Paz. Del mismo autor son las imágenes de la Asunción de la Virgen, San Pedro y San Pablo que se encuentran en el testero, presidido por un Cristo anterior conocido como Jesús de la Promesa.
La sacristía del convento fue enriquecida a lo largo de los siglos gracias a importantes donaciones que dotaron el espacio de objetos de carácter litúrgico y artístico de gran valor. Durante el siglo XIV, algunos benefactores como Inés de Limógenes o Juan Alfonso Godínez contribuyeron significativamente con la aportación de diferentes joyas, cruces de plata, cálices y vestimentas de uso litúrgico. Estas donaciones aseguraban el esplendor de las ceremonias religiosas y simbolizaban la implicación de los benefactores en las actividades espirituales que se daban en el convento.
Durante el siglo XVI, con la construcción de la nueva iglesia, se vinculó la sacristía al claustro y al coro. El ajuar litúrgico se consolidó como un elemento que consolidaba la memoria y salvación espiritual de los benefactores y perpetuaba la importancia del espacio de celebración litúrgica dentro de la vida conventual.

### Claustro y capítulos
El claustro principal, conocido como Claustro de Procesiones o Claustro de los Reyes, fue construido entre 1533 y 1544 bajo la dirección de Fray Martín de Santiago, quien utilizó un diseño de estilo gótico-renacentista para la planta baja del mismo. Los arcos que lo separan del jardín son de medio punto, de estilo renacentista, aunque son tratados al estilo gótico al dividirlos por tres maineles. Las bóvedas de sus cuatro crujías son de crucería, características del estilo gótico.
El espacio se utilizó para las procesiones religiosas, el tránsito cotidiano de la comunidad y la conexión entre las distintas dependencias. Su composición en dos plantas, que conlleva la ampliación de las pandas porticadas respecto al claustro anterior, respondía a la necesidad de acomodar un mayor número de fieles y adaptarse a las crecientes exigencias litúrgicas y comunitarias.
En la planta alta se encuentra una cubierta de artesonado de madera sencilla, que abre grandes galerías a través de los cuarenta arcos de medio punto que reposan sobre pilastras, y cuyos capiteles están decorados con varios motivos, como grutescos y formas similares a las de la fachada de la iglesia.
En la planta baja se encuentra un programa iconográfico repartido en 16 medallones que muestran a los profetas del Antiguo Testamento distribuidos cronológicamente junto a escenas de la infancia de Cristo, entre las que se encuentran la Anunciación y el Nacimiento. Este diseño vincula el Antiguo y Nuevo testamento, haciendo la función de una “Biblia figurativa” para los fieles. El sobreclaustro, más austero, está decorado con medallones de figuras clásicas.
El claustro ha sufrido varias restauraciones, destacando las realizadas en los siglos XIX y XXI para lograr conservar su estructura y decoración.

### Escalera de Soto

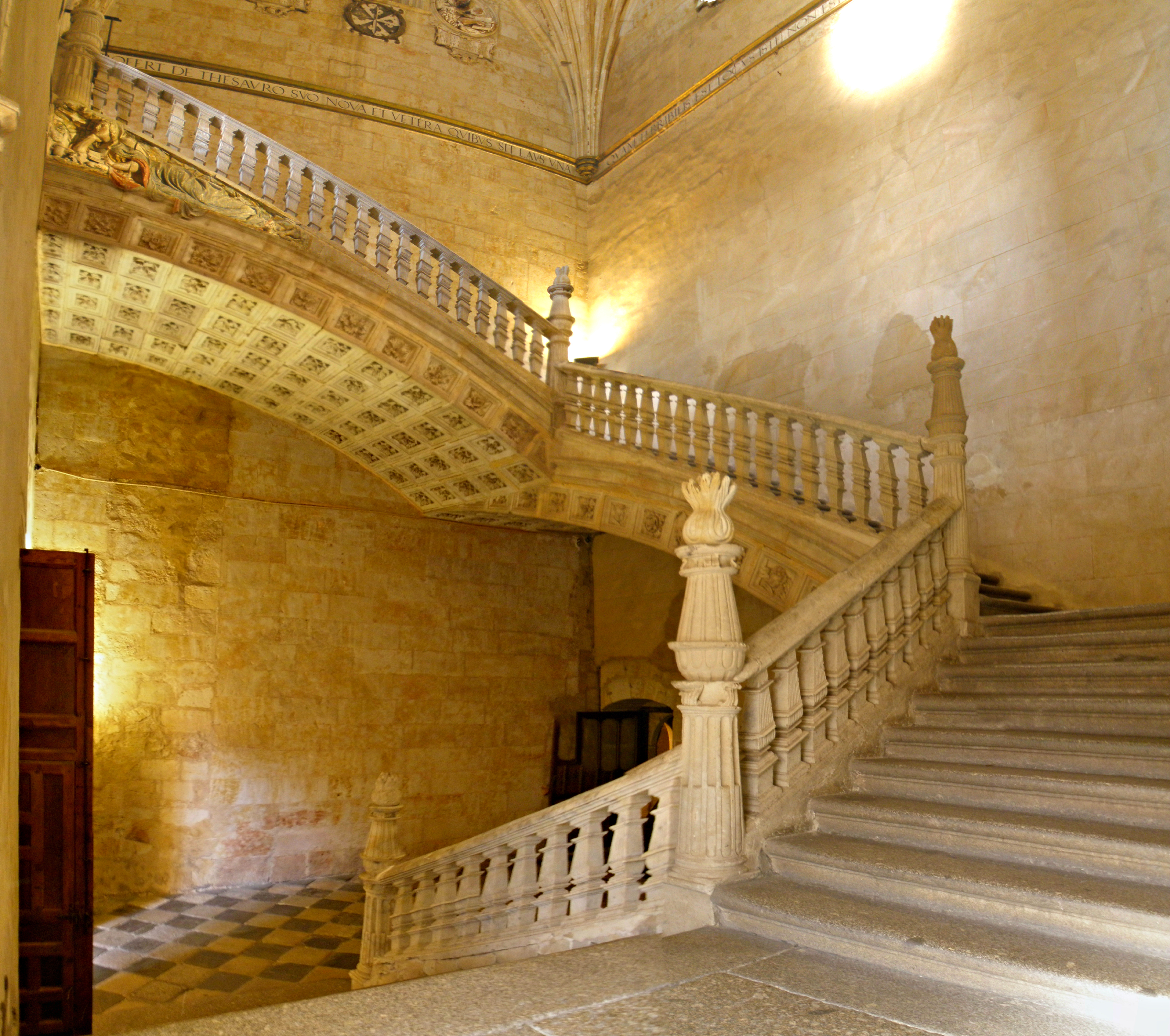
Escalera de Soto diseñada por Rodrigo Gil de Hontañón entre 1553 y 1556

La Escalera del Soto fue construida entre los años 1553 y 1556, financiada su construcción por fray Domingo de Soto. Su importancia radica en su arte y la función de conexión, ya que unía la iglesia, la sacristía, el coro, la biblioteca y, por último, los dormitorios. 
La escalera está construida con piedra de Villamayor, una piedra blanquecina de carácter sedimentario característica de Salamanca. Aprovechando que las canteras de Villamayor estaban a pleno rendimiento por la construcción de la catedral nueva, Soto solicitó extraer piedra para construir la escalera.
La dirección de las obras se ha ligado a Gil de Hontañón, que posteriormente trabajaría en la catedral por las buenas impresiones que causó la escalera. La tipología de estas escaleras se consolida en el siglo XVI y sería posteriormente denominada por Andrés de Vandelveira como “adlucida en cercha” (de caracol, de planta cuadrada y caja abierta).
La iconografía responde a su contexto eclesiástico, dándole un carácter celestial que se ve reforzado por la propia bóveda y la decoración de estrellas en los ropajes de los personajes. Así, transmitiría una solemnidad que concordaba con las ceremonias que se desarrollaban en las estancias de la planta superior.
Podemos decir que hay tres elementos principales que decoran la escalera:
- El emblema de Soto, que sirve principalmente para conmemorar al promotor.
- El relieve de María Magdalena, que aparece representada como protectora de la orden en una actitud contemplativa e intelectual.
- Inscripciones y medallones en los muros de la caja de la escalera, con textos bíblicos y figuras de profetas y evangelistas que conectan con el Antiguo y Nuevo Testamento.[33]

policromadas entre las que se cuentan ocho ángeles, Santo Domingo de Guzmán, la Virgen lactante, Santa Catalina de Siena, San Pablo, y diferentes escudos relacionados con la Orden de Predicadores y con el mecenas de la obra, Soto. Se considera que la bóveda representaría una “pasiflora”, como símbolo de la Pasión de Cristo y subrayando el tema de la Encarnación divina.
Con todo esto, se podría concluir que la escalera vendría a simbolizar un ascenso espiritual desde lo terrenal hacia lo celestial.

### Sepulcro del III duque de Alba

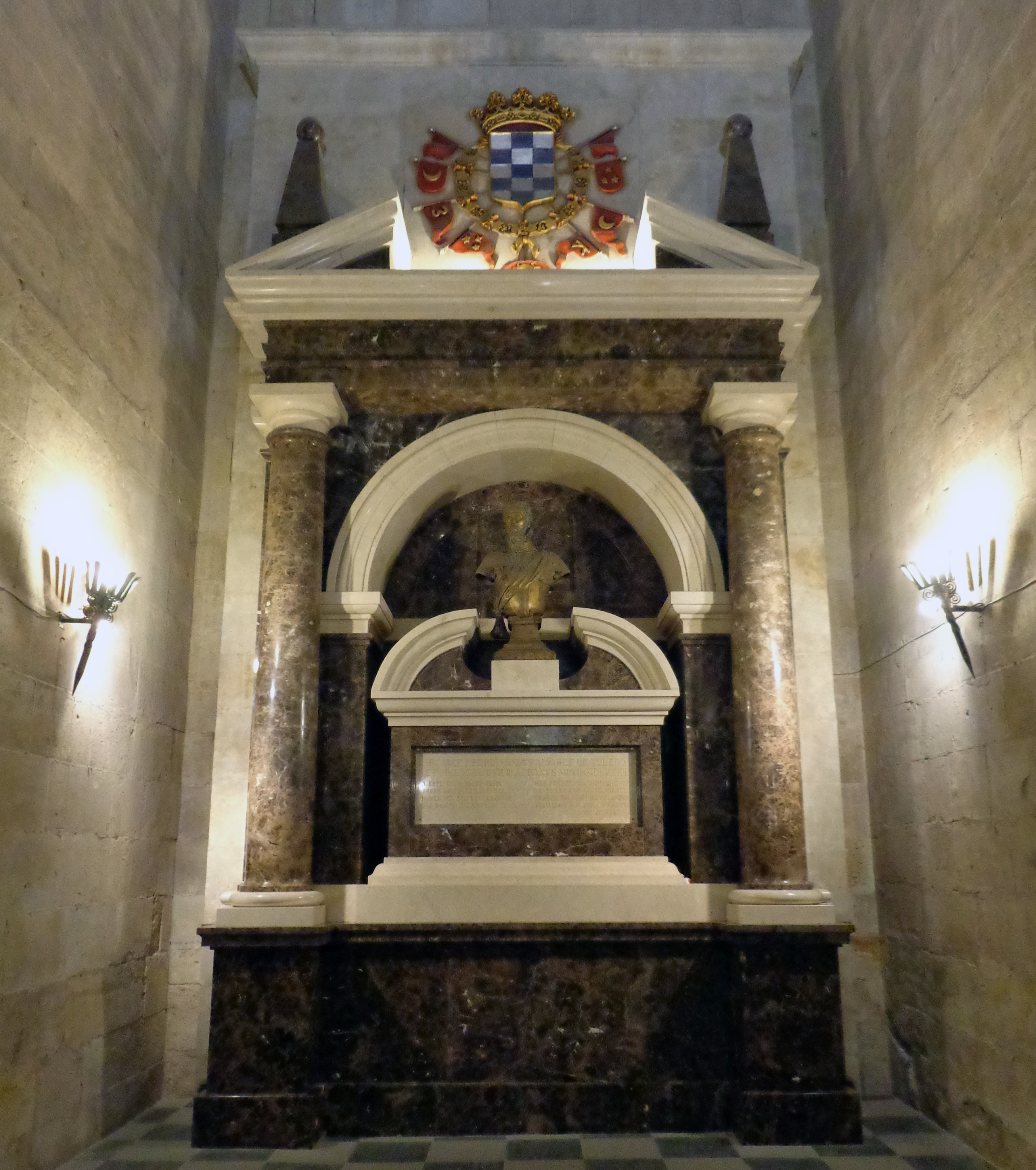
Mausoleo de Fernando Álvarez de Toledo y Pimentel, III duque de Alba de Tormes

Fernando Álvarez de Toledo murió en Tomar, localidad próxima a Lisboa, el 11 de diciembre de 1582, a la edad de setenta y cuatro años.
Sus restos fueron trasladados inicialmente a Alba de Tormes, donde fue enterrado en el convento de San Leonardo. En 1619 fueron trasladados al convento de San Esteban, en donde desde 1983 reposan en una capilla del convento que contiene un mausoleo proyectado por Chueca Goitia y que fue costeado por la Diputación Provincial de Salamanca.

### Zonas reservadas a la comunidad
En la zona no visitable actualmente por estar reservada a la comunidad existen dos claustros más. El primero de ellos, conocido como «claustro de Colón», es denominado así porque según la tradición fue aquí donde el descubridor conferenció con los frailes sobre sus proyectos. Data de fines del siglo XV, pero su trazado es sencillo, con arcos de medio punto que descansan en capiteles robustos y simples; cuenta con un ventanal barroco en el fondo. El otro claustro, llamado «claustro de los Aljibes», presenta arcos rebajados y una austeridad decorativa marcada por los espacios vacíos y las superficies lisas que contrasta con la exuberancia decorativa presente en otras partes del monumento.

## Instituciones

### Facultad de Teología
En el convento de San Esteban tiene su sede la Facultad Pontificia de Teología de San Esteban (1947), heredera de la institución Estudio General de Teología.
Se desarrollan diferentes actividades dentro de esta facultad, como las Conversaciones de San Esteban, una serie de ponencias y reuniones en las que se tratan los cambios que experimenta el ser humano en la actualidad, para alumbrar una sociedad más humana. Además, la Escuela de Teología San Esteban imparte el grado universitario y el posgrado de Teología, bajo la doctrina dominica. Por último, la Escuela de Teología Online Santo Tomás de Aquino, donde se pueden aprender los mismos conocimientos que en la anterior, pero en línea, adaptándose a los nuevos tiempos. A todas estas actividades se suma una línea editorial propia, la Editorial San Esteban..

### Cofradías
San Esteban es también sede canónica de la Hermandad Dominicana del Stmo. Cristo de la Buena Muerte, cofradía que realiza su desfile penitencial en la Semana Santa salmantina la madrugada del Viernes Santo, y de la Real y Pontificia Archicofradía Sacramental de María Santísima Madre de Dios del Rosario y San Pío V, hermandad de gloria reorganizada en el año 2009, tras años de inactividad, que cuenta con una rama penitencial.

## Webgrafía
- ROSELL, María del Mar (1983). “Traslado definitivo de los restos del gran duque de Alba a un mausoleo de Salamanca”. En El País. Disponible en: https://elpais.com/diario/1983/03/26/cultura/417481210_850215.html [Consulta: 12 de noviembre de 2024]
- Pontificia Facultad de Teología San Esteban. Disponible en https://www.facultadsanesteban.es/facultad// [Consulta: 22 de noviembre de 2024].